# Theogenes (Politiker)
Theogenes war ein athenischer Politiker im 4. Jahrhundert v. Chr., der nur aus einer Rede („Gegen Neaira“) des Apollodoros bekannt ist. Diese wurde dem Demosthenes als dessen 59. Rede zugeschrieben.
In den Handschriften dieses Textes wird im Abschnitt 72 angegeben, dass Theogenes aus dem Demos Kothokidai stammte. Da er dem Abschnitt 84 zufolge jedoch aus Erchia stammte, wird vermutet, dass es sich um einen Schreibfehler handelt und die erste Stelle seine Familie bezeichnet. Er könnte beispielsweise aus den Familien der Koironiden oder der Kodroniden (letzteres waren die Nachkommen des Kodros) stammen.
Um (vermutlich kurz vor) 340 v. Chr. wurde Theogenes per Loswahl zum Archon basileus bestimmt. Dem Pseudo-Demosthenes zufolge war er zwar von vornehmer Abstammung, aber arm und unerfahren. Der reiche Athener Stephanos half ihm deshalb bei seiner Dokimasie (Prüfung der Eignung für das Amt) und unterstützte ihn finanziell und ließ sich dafür zu seinem Stellvertreter (páredros) ernennen. Schließlich heiratete Theogenes dessen Tochter Phano, die nun auch verschiedene öffentliche Pflichten als Basilinna wahrzunehmen hatte.
Während seiner Amtszeit geriet Theogenes in einen Skandal, der von Gegnern seines Schwiegervaters Stephanos, Apollodoros und Theomnestes, initiiert wurde. Diese brachten ihre Anklage vor dem Areopag vor, wobei auch Theogenes vorgeladen wurde. Die Kläger behaupteten, Phano sei in Wirklichkeit nicht die eheliche Tochter des Stephanos, sondern die seiner unrechtmäßigen Frau Neaira. Diese durfte Stephanos nach geltendem Recht theoretisch nicht heiraten, weil sie keine athenische Bürgerin und noch dazu als Hetäre tätig war. Dem athenischen Recht zufolge musste die Ehe der Basilinna mit dem Archon basileus außerdem ihre erste Heirat sein, was auf Phano ebenfalls nicht zutraf. Als Eklat wurde insbesondere angesehen, dass die Tochter einer nicht-athenischen Hetäre an bedeutenden kultischen Handlungen teilgenommen hatte. An Anthesteria hatte sie beispielsweise eine rituelle „Heilige Hochzeit“ mit dem Gott Dionysos zelebriert und war damit im Gegensatz zur normalen athenischen Frau eine Person des öffentlichen Lebens geworden.
Der angeklagte Theogenes versprach nun, Stephanos als seinen páredros zu entlassen und sich auf der Stelle von Phano zu trennen. Er sei von Stephanos betrogen worden, der diese als seine rechtmäßige und eheliche Tochter ausgegeben habe. Damit konnte er den Areopag von seiner Unschuld überzeugen und einer härteren Strafe entgehen. Es ist jedoch zu vermuten, dass die Ankläger entgegen der Behauptung des parteiischen Apollodoros keine Beweise insbesondere für die Abstammung Phanos vorbringen konnten, da Theophanes sonst mit einer härteren Strafe zu rechnen gehabt hätte.
Was nach den Geschehnissen um Stephanos mit Theogenes geschah, ist unbekannt. Da er anscheinend seine Ehrbarkeit wahren und die Tätigkeit als Archon basileus bis zum Ende seiner Amtszeit ausüben konnte, wurde er danach vermutlich wie alle ehemaligen Archonten in den Areopag aufgenommen. Sein Name ist neben der Erwähnung bei Pseudo-Demosthenes nur noch auf einem (biographisch allerdings wenig aussagekräftigen) Richtertäfelchen aus dem 4. Jahrhundert v. Chr. belegt.